# بلا عنوان (ألبوم)
بلا عنوان هو الألبوم الثاني للفنان المغربي حاتم عمور. لم يتم تحديد موعد إصدار الألبوم كاملا بعد، لكن قد تم الإعلان عن انطلاق الأغاني المنفردة له تباعا كل شهر من يوم 1 فبراير 2019 من إنتاجه الخاص.
تلقى الألبوم منذ بدايته إستحسانا من طرف الجمهور والمتابعين حيث تصدرت أغانيه «بلا عنوان» و«آخر مرة» وغيرها أهم المراتب على منصات الموسيقى كـ سبوتيفاي وديزر ويوتيوب، وكذلك محطات الإذاعة العربية. وقد شكل الألبوم قفزة نوعية لحاتم عمور في سنة 2019 بعد مدة طويلة من الصمت في الوسط الفني.

## حول الألبوم
يوم 20 ماي 2017، أخبر الفنان حاتم عمور إذاعة هيت راديو أنه سيصدر ميني ألبوم من خمس أغاني تحت عنوان «باعت الحب» بعد إصدار أغنيته باعت الحب. بعد مدة من الزمن تفاجأ الجمهور بعدم صدور الألبوم، ولم يصرح عمور بأي شيء آن ذاك بل اكتفى بإصدار أغنيتين منفردتين، وهما: خطير (أغنية) وياما (أغنية). اِعتُقدَ أن الميني ألبوم تم تأجيله إلى ما بعد، لكن أعلن من بعد الأغنيتين أن الفنان سيصدر ألبوما كاملا خلال سنة 2019 مسمى بـ«بلا عنوان». وهذا كان دليلا على إلغاء فكرة الميني ألبوم المسمى ب«باعت الحب». وبعد عدة أشهر من طرح أغان منفردة من الألبوم، نشر الفنان حاتم عمور على حسابه فايسبوك فيديو فيه مجموع الأغاني التي تم إطلاقها من الألبوم.ولاحظ الجمهور أنه لم تتواجد أغانيه المنفردة ابتداء من «باعت الحب» إلى «ياما».